# Johann Gottfried Schnabel
Johann Gottfried Schnabel (Sandersdorf, 7 novembre 1692 – c.175o-1758) è stato uno scrittore tedesco.

## Biografia
Schnabel nacque a Sandersdorf vicino a Bitterfeld, in Germania. Diventò orfano nel 1694, e fu successivamente addotatto dai suoi parenti. Dopo un apprendistato come barbiere dal 1706 al 1709, Schnabel lavorò come un Feldsher, un barbiere militare, nei reggimenti di Wolfenbüttel e Sassonia fino al 1717. In questa qualità partecipa alla guerra di successione spagnola. Nel 1719, Schnabel si stabilì come barbiere a Querfurt. Dal 1724 fu barbiere nella contea di Stolberg-Wernigerode, dove fu promosso valet de chambre nel 1729 e agente del tribunale intorno al 1737. L'anno 1750 mostra l'ultima attività di Schnabel; ma rimane incerta la data e il luogo di morte.

## Insel Felsenburg

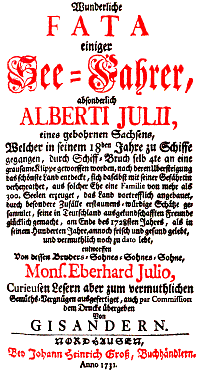
Titolo della pagina di Insel Felsenburg nel 1731

Insel Felsenburg  fu originariamente pubblicato nel 1731 sotto il titolo:
Wunderliche Fata einiger Seefahrer, absonderlich Alberti Julii, eines geborenen Sachsens, welcher in seinem 18den Jahre zu Schiffe gegangen, durch Schiff-Bruch selb 4te an eine grausame Klipe geworffen worden, nach deren Übersteigung das schönste Land entdeckt, sich daselbst mit seiner Gefährtin verheyrathet, aus solcher Ehe eine Familie mit mehr als 300 Seelen erzeuget, das Land vortrefflich angebauet, durch besondere Zufälle erstaunens-würdige Schätze gesammlet, seine in Teutschland ausgekundschafften Freunde glücklich gemacht, am Ende des 1728sten Jahres, als in seinem Hunderten Jahre, annoch frisch und gesund gelebt, und vermuthlich noch zu dato lebt, entworffen Von dessen Bruders-Sohnes-Sohnes-Sohne, Mons. Eberhard Julio, Curieusen Lesern aber zum vermuthlichen Gemüths-Vergnügen ausgefertiget, auch par Commission dem Drucke übergeben Von Gisandern.
Il titolo nel 1828 fu abbreviato in Insel Felsenburg, quando fu ripubblicato in una versione abbreviata dal romantico tedesco Ludwig Tieck.

## Opere
- Wunderliche Fata einiger See-Fahrer... (Insel Felsenburg) (1731, sequel nel 1732, 1736 and 1743)
- Lebens- Helden- und Todes-Geschicht des berühmtesten Feld-Herrn bißheriger Zeiten Eugenii Francisci, Printzen von Savoyen und Piemont... (1736)
- Der im Irr-Garten der Liebe herum taumelnde Cavalier... (1738)
- Der aus dem Mond gefallene und nachhero zur Sonne des Glücks gestiegene Printz... (1750)

## Traduzioni
- Palisades Island: A Translation of Insel Felsenburg by J. G. Schnabel. Translated by John W. Van Cleve (Mellen: Lewiston and Lampeter, 2017)